# パイロット誘導振動
パイロット誘導振動（PIO、Pilot-Induced Oscillation）とは、航空機を操縦するパイロットが飛行を安定させようと操作した結果発生する、操縦士の意図に反した機体の振動現象のことを指す。

## 概要
パイロット誘導振動は、航空機の制御系とパイロットの操作の干渉によって引き起こされ、旅客機の離着陸時や戦闘機のタイトな操縦時など大きな操作量を必要とするときに、行き過ぎた操作や制御応答が繰り返され発生する。パイロットが操縦桿を素早く操作してもすぐに機体がその指令に追従しないという、システムに含まれているアクチュエータの速度飽和がトリガーとなるが、この原因は機体特性のみならず人間の操作方法にもあり、機体特性への対処だけでは解決しない。
フライ・バイ・ワイヤを採用した機体では操縦桿の操作量を最適値にオーバーライドしパイロット誘導振動を抑制することが可能である。一方でプログラムの欠陥でパイロット誘導振動が発生する事故も起きている。